# Luis Ramos Leiva
Luis Alejandro Ramos Leiva (Trujillo, Perú, 13 de diciembre de 1999) es un futbolista peruano. Juega como delantero centro y su equipo actual es América de Cali de la Categoría Primera Ade Colombia. Es internacional absoluto con la Selección Peruana.  

## Trayectoria
Ramos jugó para Cantolao, Juventud UNIDA en Trujillo y Andorra El Molino, antes de unirse a Carlos A. Mannucci. Durante su paso por Juventud UNIDA, Ramos jugó la Copa Perú en su juventud. Ramos, de 17 años, anotó 12 goles en la copa, lo que le valió un lugar en la selección nacional peruana sub-18, luego de jugar tres partidos amistosos en los que anotó tres goles, en un campamento de entrenamiento de la selección nacional para jóvenes jugadores de la Copa Perú en Trujillo. 
Ramos debutó en la primera división peruana con Carlos A. Mannucci el 11 de mayo de 2019 contra el Sport Boys. Estuvo en la alineación titular, pero fue reemplazado por Kevin Manuel Moreno a los 65 minutos. Jugó un total de seis partidos en la temporada 2019 y solo un partido en la temporada 2020.
Ramos decidió dejar a Carlos A. Mannucci para el 2021, para buscar más tiempo de juego en otro lugar. Terminó uniéndose al club Deportivo Llacuabamba de la segunda división peruana a fines de febrero del 2021. Luego de una buena temporada en Llacuabamba, Ramos regresó a primera división, luego de firmar con Deportivo Municipal el 10 de diciembre de 2021. Para tener más minutos de juego, Ramos fue cedido al Deportivo Llacuabamba de segunda división en junio de 2022 hasta fin de año. [8] Regresó al Municipal de cara a la temporada 2023 y jugó 15 partidos de liga con el club hasta que se marchó en junio de 2023.
El 19 de junio de 2023, Ramos se unió al equipo de la segunda división peruana, Los Chankas. Después de una buena temporada con Los Chankas, Ramos fue fichado por el Cusco FC de la primera división peruana de cara a la temporada 2024.
En 2025 fue contratado por el América de Cali de la Categoría Primera A.

## Selección nacional

### Participaciones en Eliminatorias
| Eliminatorias                 | Sede       | Selección | Resultado  | Partidos | Goles | Asist. |
| ----------------------------- | ---------- | --------- | ---------- | -------- | ----- | ------ |
| Eliminatorias Mundial de 2026 | Sudamérica | Perú      | En disputa | 4        | 0     | 0      |
| Total                         | Total      | Total     | Total      | 4        | 0     | 0      |

### Partidos con la Selección Mayor de Perú
| Partidos internacionales | Partidos internacionales | Partidos internacionales | Partidos internacionales | Partidos internacionales | Partidos internacionales | Partidos internacionales      |
| N.º                      | Fecha                    | Ciudad                   | Local                    | Resultado                | Visitante                | Competición                   |
| ------------------------ | ------------------------ | ------------------------ | ------------------------ | ------------------------ | ------------------------ | ----------------------------- |
| 1                        | 11-10-2024               | Lima                     | Perú                     | 1:0                      | Uruguay                  | Eliminatorias Mundial de 2026 |
| 2                        | 15-10-2024               | Brasilia                 | Brasil                   | 4:0                      | Perú                     | Eliminatorias Mundial de 2026 |
| 3                        | 06-06-2025               | Barranquilla             | Colombia                 | 0:0                      | Perú                     | Eliminatorias Mundial de 2026 |
| 4                        | 10-06-2025               | Lima                     | Perú                     | 0:0                      | Ecuador                  | Eliminatorias Mundial de 2026 |

## Estadísticas

### Clubes
| Club                         | Div.          | Temporada     | Liga  | Liga  | Liga   | Copas nacionales | Copas nacionales | Copas nacionales | Torneos internacionales | Torneos internacionales | Torneos internacionales | Total | Total | Total  |
| Club                         | Div.          | Temporada     | Part. | Goles | Asist. | Part.            | Goles            | Asist.           | Part.                   | Goles                   | Asist.                  | Part. | Goles | Asist. |
| ---------------------------- | ------------- | ------------- | ----- | ----- | ------ | ---------------- | ---------------- | ---------------- | ----------------------- | ----------------------- | ----------------------- | ----- | ----- | ------ |
| Carlos A. Mannucci · Perú    | 1.ª           | 2019          | 7     | 0     | 0      | 1                | 0                | 0                | —                       | —                       | —                       | 8     | 0     | 0      |
| Carlos A. Mannucci · Perú    | 1.ª           | 2020          | 1     | 0     | 0      | —                | —                | —                | —                       | —                       | —                       | 1     | 0     | 0      |
| Carlos A. Mannucci · Perú    | Total club    | Total club    | 8     | 0     | 0      | 1                | 0                | 0                | 0                       | 0                       | 0                       | 9     | 0     | 0      |
| Deportivo Llacuabamba · Perú | 2.ª           | 2021          | 20    | 8     | 2      | 2                | 0                | 0                | —                       | —                       | —                       | 22    | 8     | 2      |
| Deportivo Llacuabamba · Perú | 2.ª           | 2022          | 11    | 2     | 1      | —                | —                | —                | —                       | —                       | —                       | 11    | 2     | 1      |
| Deportivo Llacuabamba · Perú | Total club    | Total club    | 31    | 10    | 3      | 2                | 0                | 0                | 0                       | 0                       | 0                       | 33    | 10    | 3      |
| Deportivo Municipal · Perú   | 1.ª           | 2022          | 1     | 0     | 0      | —                | —                | —                | —                       | —                       | —                       | 1     | 0     | 0      |
| Deportivo Municipal · Perú   | 1.ª           | 2023          | 15    | 2     | 0      | —                | —                | —                | —                       | —                       | —                       | 15    | 2     | 0      |
| Deportivo Municipal · Perú   | Total club    | Total club    | 16    | 2     | 0      | 0                | 0                | 0                | 0                       | 0                       | 0                       | 16    | 2     | 0      |
| CD Los Chankas · Perú        | 2.ª           | 2023          | 20    | 19    | 2      | —                | —                | —                | —                       | —                       | —                       | 20    | 19    | 2      |
| CD Los Chankas · Perú        | Total club    | Total club    | 20    | 19    | 2      | 0                | 0                | 0                | 0                       | 0                       | 0                       | 20    | 19    | 2      |
| Cusco FC · Perú              | 1.ª           | 2024          | 34    | 11    | 1      | —                | —                | —                | —                       | —                       | —                       | 34    | 11    | 1      |
| Cusco FC · Perú              | Total club    | Total club    | 34    | 11    | 1      | 0                | 0                | 0                | 0                       | 0                       | 0                       | 34    | 11    | 1      |
| América de Cali · Colombia   | 1.ª           | 2025          | 16    | 3     | 1      | —                | —                | —                | 7                       | 2                       | 0                       | 23    | 5     | 1      |
| América de Cali · Colombia   | Total club    | Total club    | 16    | 3     | 1      | 0                | 0                | 0                | 7                       | 2                       | 0                       | 23    | 5     | 1      |
| Total carrera                | Total carrera | Total carrera | 124   | 45    | 7      | 3                | 0                | 0                | 7                       | 2                       | 0                       | 134   | 47    | 7      |
| 1. 2. 3.                     |               |               |       |       |        |                  |                  |                  |                         |                         |                         |       |       |        |